# Domestique hypnotiseur
Domestique hypnotiseur è un cortometraggio del 1907 diretto da Lucien Nonguet.

## Conosciuto anche come
- Austria e Germania: Der Diener als Hypnotiseur
- Francia (titolo alternativo): Le domestique hypnotiseur
- UK e USA: The Servant Hypnotist